# Sromotnikowce
Sromotnikowce (Phallales E. Fisch.) – rząd grzybów z klasy pieczarniaków (Agaricomycetes).

## Charakterystyka
Młode owocniki zwane jajami są kuliste lub jajowate, o średnicy do 5 cm. Początkowo są podziemne (hypogeiczne), potem stają się nadziemne (epigeiczne), siedzące, rozgałęzione lub kolumnowate. Perydium zwykle trójwarstwowe, rzadziej dwuwarstwowe, grube. Warstwa środkowa jest gruba i galaretowata, warstwa zewnętrzna i wewnętrzna cienka. Gdy jajo osiągnie dojrzałość, gwałtownie pęka, zwykle na szczycie. Wówczas wysuwa się z niego receptakl, który początkowo zwinięty, teraz wyprostowuje się. Osłony osuwają się w dół, tworząc wokół jego nasady pochwę. Receptakl może być pojedynczy, może mieć postać kraty lub odchylonych na boki ramion. Wytwarzająca zarodniki gleba znajduje się na zewnętrznej stronie płodnej części receptakla, lub na wewnętrznej stronie ramion. Z czasem gleba ulega autolizie i zamienia się w kleistą i ściekającą substancję o nieprzyjemnym zapachu padliny. Ma ona barwę oliwkową, oliwkowobrązową lub oliwkowoczarną, a jej zapach zwabia muchy i inne owady, które roznoszą zarodniki. Podstawki wąskomaczugowate, 2-4 lub 6-zarodnikowe na bardzo krótkich sterygmach. Bazydiospory elipsoidalne, gładkie, małe.
Są to głównie grzyby naziemne, saprotroficzne rozwijające się na próchnicznej glebie, ale niektóre gatunki są pasożytami. Większość gatunków występuje w krajach o tropikalnym klimacie. Niektóre gatunki to grzyby podziemne rozwijające się tuż pod powierzchnią ziemi. Te podziemne gatunki nie tworzą receptakla, ich perydium nie pęka, a gleba często ma chrząstkową konsystencję.

## Systematyka
Pozycja w klasyfikacji według Index Fungorum: Phallomycetidae, Agaricomycetes, Agaricomycotina, Basidiomycota, Fungi
Według aktualizowanej klasyfikacji CABI databases bazującej na Dictionary of the Fungi do rodziny tej należą rodzaje:
- rodzina: Claustulaceae G. Cunn. 1931
- Gastrosporiaceae Pilát 1934 – wnętrzniaczkowate
- rodzina: Phallaceae Corda 1842 – sromotnikowate
- rodzaje incertae sedis: Claverula, Saprogaster, Vandasia[3].

We wcześniejszych klasyfikacjach rząd ten był umieszczany w klasie Homobasidiomycetes (pojedynczopodstawkowe).